# Honor (Band)
Honor war eine polnische RAC-Band aus Gliwice. Sie bestand von 1989 bis zur Auflösung 2009.

## Geschichte
Honor wurde im August 1989 gegründet und war damit neben Szczerbiec und Polska, die beide ein Jahr früher gegründet wurden, die erste polnische Rechtsrock-Band. Im September folgte ihr erstes Konzert, bei dem die Band vor einem kleineren Publikum sieben Stücke vortrug. 1990 erschien die Demoaufnahme Biały Front (‚weiße Front‘), und die Band gab einige weitere Konzerte. Nach einigen Besetzungswechseln blieb die Besetzung stabil. 1995 erschien das Album Droga bez odwrotu (‚Weg ohne Wiederkehr‘) auf dem sehr erfolgreichen polnischen Label Fan Records und 1998 Ogień Ostatniej Bitwy (‚Flamme der letzten Schlacht‘). Das Label musste jedoch kurz darauf Konkurs anmelden. Für die polnische Szene war dies ein herber Verlust, konnte die Lücke doch bis heute nicht gefüllt werden. Als Konsequenz musste Honor auf ausländische Vertriebe ausweichen. 1997 nahm Olaf im Einvernehmen mit Adam Bartnikiewicz von Konkwista 88 das Album Ziemia Wiecznych Prawd auf. 
Im Jahr 2000 erschien die Split-Veröffentlichung Raiders of Revenge mit der polnischen NSBM-Band Graveland über Resistance Records; beide Bands bemühten sich damit um eine Annäherung ihrer jeweiligen Subkulturen. Nach anfänglichem Desinteresse an einem Vertrag erschien dort später das Album In Flames of the Rising Power. Außerdem brachte Honor ein Minialbum mit zwei bekannten Lieder, Sanhedryn und Na Szubienice, heraus, die auch auf der Kompilation Day of the Rope zu finden sind. 
Ab 1998 begann die Band ihre Lieder ins Englische zu übersetzen. Als Resultat erschienen die beiden Kompilationen To Survive for Victory 1989-1999 Vol.1, die 1999 über Streetfight Records erschienen. Im Januar 2002 wurde Sänger Mariusz Szczerski wegen Verbreitung von neonazistischen und antisemitischen Inhalten verhaftet.
Am 3. August 2005 starb Mariusz Szczerski infolge eines Autounfalls. Nach dessen Tod pausierte die Band zunächst. Ein Jahr später wurde noch ein Album publiziert, das Live-Aufnahmen eines Unplugged-Konzerts enthält, welches 2004 in Jena stattfand. Olaf Jasiński führte die Band bis 2009 fort, erklärte dann allerdings die Auflösung. Die Bandaktivitäten beschränkten sich jedoch lediglich auf die Veröffentlichung alter Alben und Lieder.

## Bedeutung
Neben Konkwista 88 handelt es sich um die bekannteste Rechtsrock-Band aus Polen. Sie ist international bekannt und auch auf einer Liste der US-amerikanischen Organisation Anti-Defamation League zu finden. Zusammen mit Konkwista 88 und anderen Bands bildete Honor von 1992 bis 1994 die Organisation Aryjski Front Przetrwania (‚Arische Überlebensfront‘), die sich am Vorbild von Blood and Honour orientierte und internationale Rechtsrock-Konzerte nach Polen brachte, unter anderem ein Konzert mit No Remorse.

## Diskografie

### Alben
- 1990: Biały Front (MC, Eigenproduktion, Neuauflage 2010)
- 1992: Cena Idei (MC, Eigenproduktion, Neuauflage 2010)
- 1993: W dzień triumfu nad złem (MC, Eigenproduktion, Neuauflage 2001)
- 1995: Urodzony Białym (CD/MC, Fan Records, Neuauflage 2004)
- 1995: Droga bez odwrotu (CD/MC, Fan Records)
- 1998: Ogień ostatniej bitwy (MC/CD, Fan Records)
- 1999: The Fire of the Last Battle (CD-R, Honor Production)
- 2000: W płomieniach wschodzącej siły (CD/MC Strong Survive Records, Neuauflage 2011)
- 2010: Stal Zemsty (CD, Homo Superior)

### Kompilationen
- 1999: To Survive for Victory 1989-1999 Vol.1 (Streetfight Records)
- 1999: To Survive for Victory 1989-1999 Vol.2 (Streetfight Records)
- 2008: 1989–2005 (2CD, Streetfight Records)
- 2009: 20 Lat Pod Sztandarem Orła 1989-2009 (2CD, Homo Superior)
- 2011: Urodzony W Dzień Triumfu (Boxset, Homo Superior)

### Sonstige Veröffentlichungen
- 2000: Raiders of Revenge (Split mit Graveland, Triskelon Records)
- 2006: Live Unplugged (White Pride Records)
- 2007: Na Szubienicę / Sanhedryn (Single, Streetfight Records)
- 2010: Live 20.01.1991 (CD, Dantiscum Records)